# ماترزبورگ
ماترزبورگ (به آلمانی: Mattersburg) یک شهر و شهرک با حقوق شهرک و روستای سابق در اتریش است که در Mattersburg District واقع شده‌است.

## خصوصیات
ماترزبورگ ۲۸٫۲ کیلومترمربع مساحت دارد ۲۵۸ متر بالاتر از سطح دریا واقع شده‌است.